# ضربه پنالتی

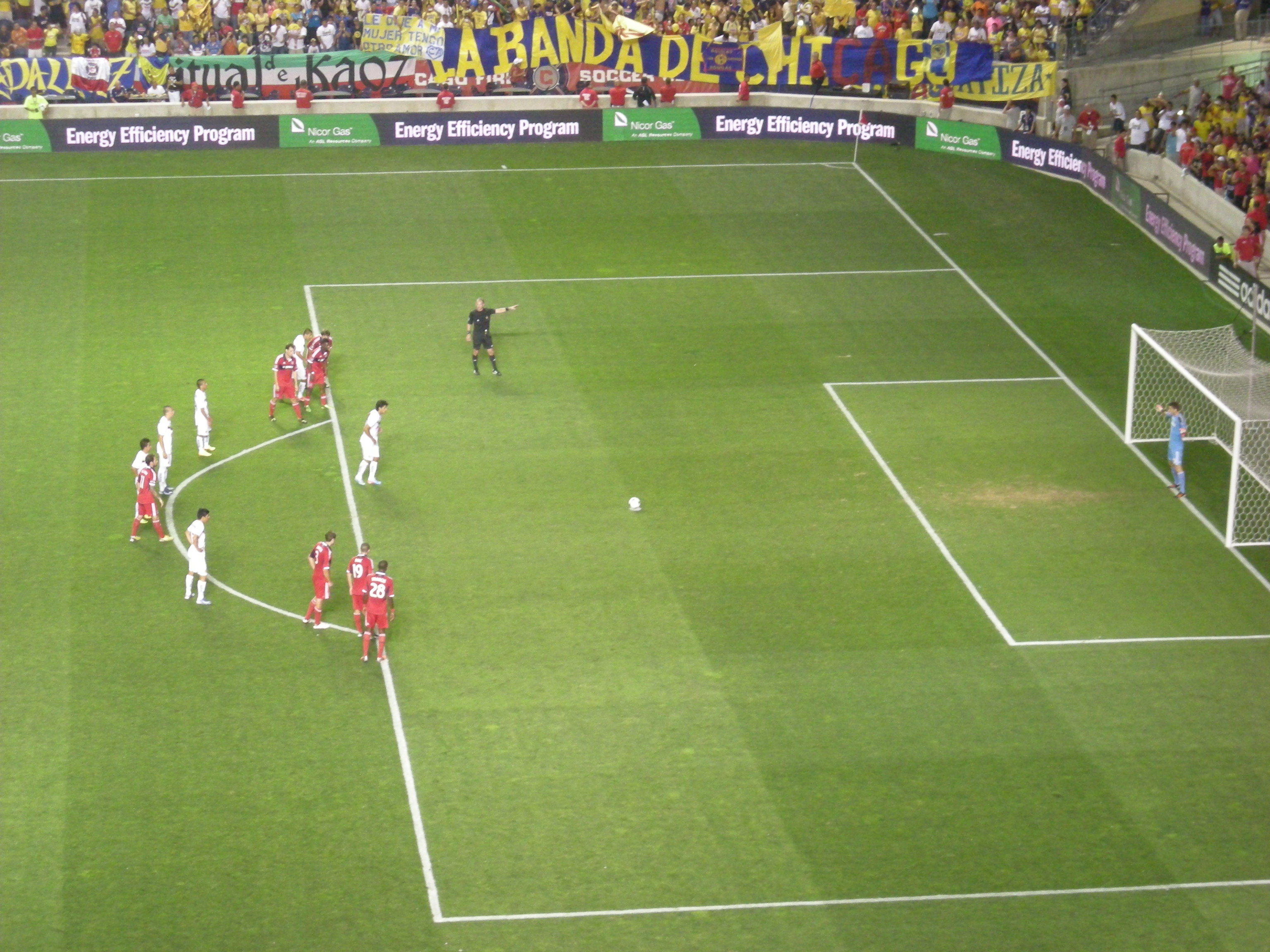
یک بازیکن فوتبال در حال آماده شدن برای زدن یک ضربه پنالتی، ۲۰۱۳.

ضربه پنالتی (به انگلیسی: penalty shot, penalty kick) بخشی از بازی است که در چندین ورزش مورد استفاده قرار می‌گیرد که طی آن یک گل در بازی بی‌زمان اضافه انجام می‌شود. بستگی به نوع ورزش، زمانی که بازیکنی انواع خاصی از پنالتی‌ها را انجام می‌دهد، ضربه پنالتی به حریف داده می‌شود. قوانین دربارهٔ شیوهٔ تلاش یک بازیکن برای ضربه پنالتی یا ضربه نیز در ورزش‌ها متفاوت است.
ضربه‌های پنالتی گاهی در ضربات پنالتی بزرگتر دسته‌بندی می‌شوند که به عنوان یک تساوی برای تصمیم‌گیری دربارهٔ بازی‌ها در چندین ورزش استفاده می‌شود.
- فوتبال
- باندی (Bandy)
- فوتبال گیلیک (Gaelic)
- هاکی روی یخ
- چوگان (Polo)
- راگبی
- واترپلو
- بازی‌های مشابه

در هاکی روی چمن، یک ضربه پنالتی یا یک کرنر پنالتی پس از خطا اعلام می‌شود.